# Collegio uninominale Liguria - 01 (Camera dei deputati 2020)
Il collegio elettorale uninominale Liguria - 01 è un collegio elettorale uninominale della Repubblica Italiana per l'elezione della Camera dei deputati.

## Territorio
Come previsto dalla legge n. 51 del 27 maggio 2019, il collegio è stato definito tramite decreto legislativo all'interno della circoscrizione Liguria.
È formato dal territorio dell'intera provincia di Imperia (66 comuni) e da 56 comuni della provincia di Savona: Alassio, Albenga, Altare, Andora, Arnasco, Balestrino, Bardineto, Bergeggi, Boissano, Borghetto Santo Spirito, Borgio Verezzi, Bormida, Calice Ligure, Calizzano, Carcare, Casanova Lerrone, Castelbianco, Castelvecchio di Rocca Barbena, Cengio, Ceriale, Cisano sul Neva, Cosseria, Erli, Finale Ligure, Garlenda, Giustenice, Laigueglia, Loano, Magliolo, Mallare, Massimino, Millesimo, Murialdo, Nasino, Noli, Onzo, Orco Feglino, Ortovero, Osiglia, Pallare, Pietra Ligure, Plodio, Quiliano, Rialto, Roccavignale, Savona, Spotorno, Stellanello, Testico, Toirano, Tovo San Giacomo, Vado Ligure, Vendone, Vezzi Portio, Villanova d'Albenga e Zuccarello 
Il collegio è parte del collegio plurinominale Liguria - 01.

## Eletti
| Elezione | Elezione | Deputato     | Partito |
| -------- | -------- | ------------ | ------- |
|          | 2022     | Edoardo Rixi | Lega    |

## Dati elettorali

### XIX legislatura
Come previsto dalla legge elettorale, 147 deputati sono eletti con sistema a maggioranza relativa in altrettanti collegi uninominali a turno unico.
| Candidati                                 | Candidati              | Voti    | %     | Liste                          | Voti    | %     |
| ----------------------------------------- | ---------------------- | ------- | ----- | ------------------------------ | ------- | ----- |
|                                           | Edoardo Rixi ✔️ Eletto | 98 293  | 50,16 | Fratelli d'Italia              | 55 986  | 28,57 |
| Lega per Salvini Premier                  | Edoardo Rixi ✔️ Eletto | 98 293  | 50,16 | 22 656                         | 11,56   |       |
| Forza Italia                              | Edoardo Rixi ✔️ Eletto | 98 293  | 50,16 | 15 406                         | 7,86    |       |
| Noi moderati/Lupi - Toti - Brugnaro - UDC | Edoardo Rixi ✔️ Eletto | 98 293  | 50,16 | 4 245                          | 2,17    |       |
|                                           | Marina Lombardi        | 49 058  | 25,03 | Partito Democratico-IDP        | 34 253  | 17,48 |
| Alleanza Verdi e Sinistra                 | Marina Lombardi        | 49 058  | 25,03 | 7 362                          | 3,76    |       |
| +Europa                                   | Marina Lombardi        | 49 058  | 25,03 | 6 420                          | 3,28    |       |
| Impegno Civico - Centro Democratico       | Marina Lombardi        | 49 058  | 25,03 | 1 023                          | 0,52    |       |
|                                           | Giovanni Spalla        | 20 903  | 10,67 | Movimento 5 Stelle             | 20 903  | 10,67 |
|                                           | Desirée Negri          | 13 329  | 6,80  | Azione - Italia Viva - Calenda | 13 329  | 6,80  |
|                                           | Silvia Arcari          | 5 939   | 3,03  | Italexit                       | 5 939   | 3,03  |
|                                           | Francesco Nappi        | 3 163   | 1,61  | Italia Sovrana e Popolare      | 3 163   | 1,61  |
|                                           | Alberto Gabrielli      | 3 010   | 1,54  | Unione Popolare                | 3 010   | 1,54  |
|                                           | Lucia Canepa           | 2 019   | 1,03  | Vita                           | 2 019   | 1,03  |
|                                           | Marco Padovani         | 246     | 0,13  | Noi di Centro – Europeisti     | 246     | 0,13  |
| Totale                                    | Totale                 | 195 960 | 100   |                                | 195 960 | 100   |
|                                           |                        |         |       |                                |         |       |
| Schede bianche                            | Schede bianche         | 3 161   | 1,54  |                                |         |       |
| Schede nulle                              | Schede nulle           | 6 710   | 3,26  |                                |         |       |
| Votanti                                   | Votanti                | 205 831 | 62,21 |                                |         |       |
| Elettori                                  | Elettori               | 330 873 |       |                                |         |       |